# Mnemoteknik
Mnemoteknik (mnemo kommer fra græsk) er det samme som husketeknik, dvs. en systematisk hjælp til at huske. Fælles for husketeknikker er at de - til forskel fra simpel repetition - involverer enten simplificeringer eller associationer og somme tider begge dele. Et eksempel på en simplificering er, når man husker et telefonnummer som fire dobbeltcifre i stedet for otte enkeltcifre. Formålet er at reducere mængden af informationer der skal huskes, uden at der af den grund går information tabt. Associationer kan fx være billeder i tankerne (visuelle associationer), remser man kan genkalde sig pga. deres rytme og evt. rim (auditive associationer) eller tænkte sammenhænge, som ikke er direkte knyttet til en sans (kognitive associationer). Formålet med associationerne er at projicere den eller de informationer der skal huskes over på andre informationer, der er lettere at huske. Nogle huskeregler er helt personlige og kan kun med fordel anvendes af den, der finder på reglen. Andre huskeregler kan videregives.

## Eksempler

### Sammenhænge
- Rim, sange og remser (fx de tyske grammatiske remser)
- Seriefølger, der giver mening for én selv. (fx farverækkefølgen i telefonkabler: Blå som himlen, gul som solen, grøn som græsset, brun som jorden og grå som hverdagen).

- Hvis en plastikgenstand er knækket – smid den i vandet. Synker den, kunne den godt have været limet, men flyder den oven på og kan samles op igen, er den næsten helt sikkert af en plastiktype, der ikke kan limes.

### Visuelle figurer
- Visuelle figurer og farver som pinkodehuskeren til Dankortet
- Et langt nummer kan huskes ved at memorere en historie af data, man kender i forvejen:

51217512 kan huskes ved at man som 5-årig fik 1 cykel med 2 støttehjul og Ole henne i nr 17 fik 5 killinger da han var 12 år.

## Ekstern henvisning
- Huskeregler
- Husketeknik – mnemoteknik Bionyt – Videnskabens Verden nr.140/141 Arkiveret 24. juni 2009 hos  Wayback Machine
- Video om husketeknik Arkiveret 23. juni 2009 hos  Wayback Machine